# Holodisque discolore
Holodiscus discolor
Espèce
L’Holodisque discolore (Holodiscus discolor) est une espèce de plantes à fleurs de la famille des Rosacées. C'est un arbuste présent dans la partie occidentale de l’Amérique du Nord.

## Habitat

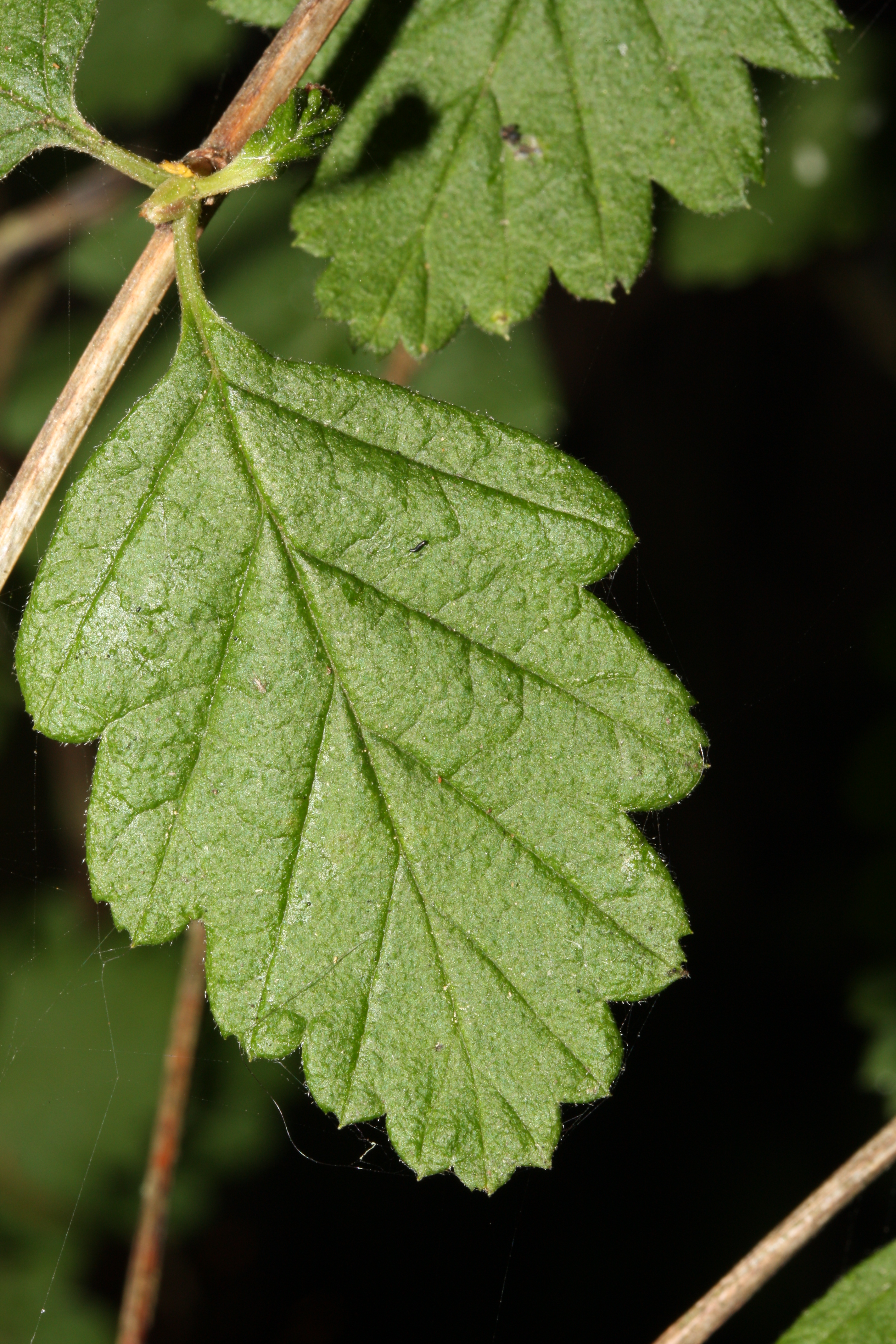
Feuilles.

L’Holodisque discolore est présent à l’ouest d’une ligne allant de l’Arizona à la Colombie-Britannique ainsi que dans les États de l’Utah et du Montana,. Il peut pousser aussi bien en zone libre que sous le couvert de plus grands arbres. On le trouve dans les zones de plaines jusqu’en moyenne montagne.

## Description
L’Holodisque discolore est un arbuste à pousse rapide pouvant atteindre jusque 5 mètres de haut. Ses feuilles vertes sont alternées, lobées, de 5 à 9 cm de long pour 4 à 7 de large. L’arbuste se couvre de fleurs blanches ayant une agréable odeur. Il porte ensuite de petits fruits poilus contenant une seule graine et suffisamment léger pour pouvoir s’envoler avec le vent. Il s’agit d’une plante pionnière pour reconquérir des zones qui ont été ravagées par des incendies de forêts ou plus simplement par la déforestation.

## Utilisation
Les Amérindiens utilisaient la plante contre la diarrhée et pour lutter contre d’autres maladies. Son bois était utilisé pour construire des outils car son bois est très résistant. Ils en faisaient par exemple des flèches, des lances ou des arcs. La résistance du bois était par ailleurs renforcée en étant réchauffée par des flammes avant de le polir,.